# Piridina
La piridina (C₅H₅N) és un compost aromàtic insaturat (amb enllaços dobles) cíclic hexagonal de cinc àtoms de carboni i un de nitrogen. La seva estructura és la d'un benzè al qual un àtom de nitrogen (N) substitueix el grup CH d'un dels seus vèrtexs. La seva aparença és d'un líquid transparent i d'olor empireumàtica, que pot recordar al del peix i que pot causar esternuts. La primera referència data del 1849 a càrrec del químic escocès Thomas Anderson que l'aïllà de l'oli obtingut de la combustió d'òssos d'animals. tot i que es creu que els alquimistes l'obtenien de forma impura en escalfar ossos d'animals i altra matèria orgànica Deguda la seva inflamabilitat l'anomenà piridina, del grec πυρος (pyros), que significa foc. El sufix "-idina" es suma d'acord amb la nomenclatura química per indicar que un àtom de carboni ha estat substituït per un de nitrogen.
És un dels components del fluix vaginal. També es troba a la vitamina B3, a la vitamina B6 i al petroli, d'aquest darrer s'obté a nivell industrial. Altra manera d'obtenir-lo és per destil·lació del quitrà de l'hulla o bé, sintèticament, a partir d'acetaldehid i amoníac.
Actua com a catalitzador i per a la neutralització d'àcids en nombroses reaccions orgàniques. S'utilitza com a component de molts productes, que van de dissolvents a anticongelants, passant per a fàrmacs, aromatitzants, colorants, saboritzants, desinfectants, herbicides, insecticides, component de pintures, impermeabilitzant, desnaturalitzant per a l'alcohol, etc.